# Петраково (Рыбинский район)
Петраково — деревня в Погорельском сельском округе Глебовского сельского поселения Рыбинского района Ярославской области.
Деревня расположена на удалении около 8 км на северо-запад от центра сельского поселения села Глебово. Она расположена на правом берегу Волги и южном берегу Копринского залива Рыбинского водохранилища. Выше её по течению в Волгу впадает Шепелёвский и далее Коткинский ручей, на котором стоят деревни Коткино и Селехово. Высокий волжский берег от Коткина до Петраково постепенно понижается с 8 до 2-3 м. Автомобильная дорога Глебово — Легково, проходит к востоку от деревни на удалении 3-4 км. Между Петраково и автомобильной дорогой лежат несколько деревень Мухино, Ягодино, Подольское, Плоское.
В окрестностях деревни находятся археологические памятники: селище XI в., курганный могильник XII—XIII вв.. Они объявлены памятниками истории и культуры Рыбинского района.
Деревня Петракова указана на плане Генерального межевания Рыбинского уезда 1792 года, по помещена несколько выше по течению на правый северный берег ручья, на другом берегу которого обозначена деревня Шепелева. На плане этот ручей назван Петраковским, сейчас он называется Шепелёвским. Примерно на том месте, где сейчас Петраково, на плане размещена деревня Плоская. 
Из альбома А.Е. Волкова, краеведа Копринской земли: "..По документам д. Петраково и с. Коприно становятся нам известны с 1545 год. Вот что говорится об этом в писцовой книге 16 века. "В Ярославском у. в вол. Черемхе изданой князя Ивана княж Васильева, сына Ушатово, в лето 7053 с. Коприно на р. на Волге, в а селе храм вверх древян, а церковное строение, образы и книги и ризы, и свечи мирское, а колокола приклад троецкого села Коприно Фетки Яковлева. дер. Мирятины. А к селу деревень: дер. Петраково в ней крестьян 7 дворов..." Следует сказать, что до 1777 года волость называлась не Копринская, а Черемха и входила в Ярославский уезд, Ярославской губернии еще небыло. Дер. Петраково стояла тоже не там, где сейчас, а на берегу Шепелевского ручья, который тогда назывался Петров враг (овраг). Деревня сгорела из-за шалости мальчика Коли Кузнецова в середине прошлого столетия (19 века), о чем рассказывала его родственница О.Д. Кузнецова. Сохранились только ямы от овинов."
На другом берегу Копринского залива, а также вокруг Петраково, идет интенсивное развитие курорта "Ярославское взморье".
На 1 января 2007 года в деревне числилось 8 постоянных жителей. Деревня активно используется для дачного отдыха. Деревню обслуживает почтовое отделение Погорелка, по почтовым данным в деревне 57 домов.

## Известные жители
- Бобин, Николай Алексеевич (1914—1943) — лётчик Великой Отечественной войны, Герой Советского Союза (1942).
- Смирнов, Геннадий Васильевич (1940—2020) — географ, академик РАН (1992).